# Auroraceratops rugosus
Auroraceratops rugosus You et al., 2005 è un dinosauro appartenente all'ordine Ornithischia, vissuto durante il Cretaceo inferiore (tra Barremiano e Albiano, circa 130-99,7 milioni di anni fa), i cui resti fossili sono stati rinvenuri in Cina.

## Descrizione
Anche se lontano cugino del Triceratops, l'Auroraceratops era molto più piccolo: non raggiungeva infatti i 2 metri di lunghezza.
A differenza di altri dinosauri cornuti cinesi, l'Auroraceratops aveva un muso molto più voluminoso e protuberanze ossee che sarebbero diventate nei suoi discendenti americani collare osseo e corna.
Riguardo alle sue parentele, era un neoceratopside primitivo. Inoltre, molte caratteristiche del suo cranio non erano presenti in altri suoi parenti, come il Liaoceratops e l'Archaeoceratops.

## Ritrovamenti
L'unico ritrovamento è avvenuto nel gruppo di Xinmninbao, nel bacino di Gongpoquan, nell'area di Mazong Shan, nella provincia cinese di Gansu.
La specie tipo, A. rugosus, fu descritta nel 2005. La dizione "rugosus" si riferisce alla rugosità superficiale di aree del cranio e delle mascelle, in corrispondenza dell'osso lacrimale, caratteristica di questa specie.
Auroraceratops è il secondo neoceratopo basale scoperto nell'area di Mazong Shan, dopo Archaeoceratops.
L'olotipo di riferimento, IG-2004-VD-001, consiste di un cranio subadulto quasi completo, ma privo del rostro e della cresta parietale.